# 魏肯多夫
魏肯多夫是奥地利下奥地利州根瑟恩多夫县的一个市镇。总面积46.3平方公里，总人口1928人，人口密度41.6人/平方公里（2005年）。